# Methia tubuliventris
Methia tubuliventris là một loài bọ cánh cứng trong họ Cerambycidae.